# Cementerio protestante (Guayaquil)

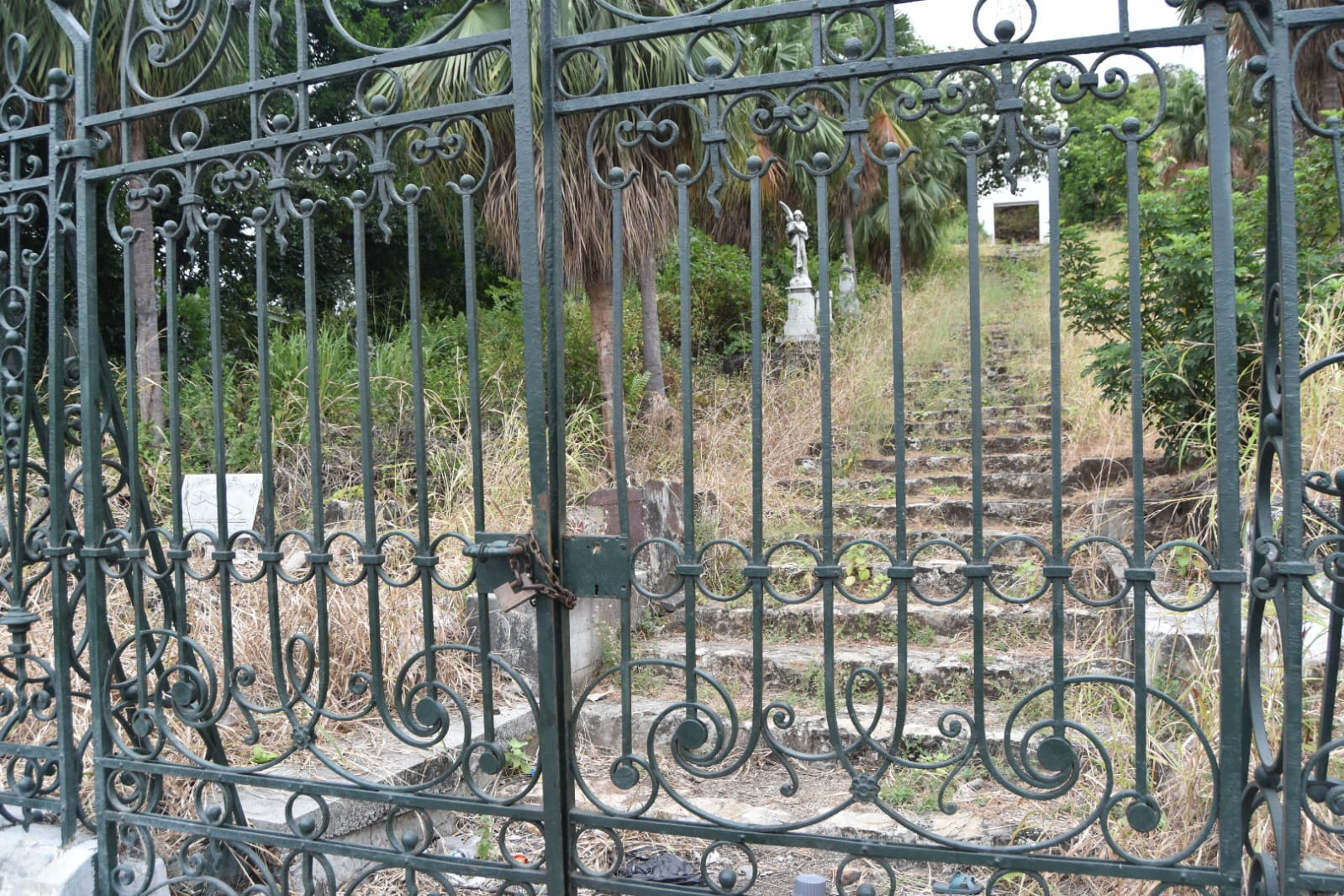

Cementerio de los protestantes posteriormente llamado El Cementerio de los Extranjeros, se construyó en 1870 en la ciudad de Guayaquil, Ecuador, para albergar a difuntos de otros países que accidentalmente morían en esa ciudad y nadie reclamaba sus cuerpos, por lo general se trataba de personas de religión no-católica. Se encuentra en una colina con 65 escalones, a 200 metros del Cementerio General de Guayaquil, y tiene 190 tumbas, la mayoría europeos que llegaron en el siglo XVIII y echaron raíces en esta urbe porteña.
Lo que motivó su creación fue el fallecimiento en 1866 de Edwar St. Jhon Neal, encargado de negocios del Imperio británico, cuando su cuerpo era trasladado al cementerio de la ciudad funcionarios de la Iglesia católica impidieron que sea enterrado porque Neal era protestante. En esos tiempos el cementerio era administrado por la Iglesia católica para uso exclusivo de sus feligreses. El incidente provocó que en 1870 se construya el Cementerio de los Protestantes, años más tarde designado como Cementerio de los Extranjeros.
A partir de la Revolución Liberal de Ecuador en 1905, que instauró el laicismo en la república, la administración del Cementerio de Extranjeros pasó a manos de la Junta de Beneficencia de Guayaquil - organización filantrópica privada afín al laicismo - al igual que el Cementerio General de Guayaquil. El 1945 su administración se delegó a los cónsules extranjeros residentes en Guayaquil pero pronto quedó en un estado de abandono. En 1960 la Junta de Beneficencia cede la administración del Cementerio de los Extranjeros al Centro Cultural Ecuatoriano-Alemán, organización que representa en Guayaquil a la colonia alemana de Ecuador. En 2012 el municipio de la ciudad asumió la administración del lugar.
Este cementerio posee 190 tumbas con fallecidos que tenían diferentes nacionalidades. Existen 101 alemanes, 32 británicos, 7 daneses, 6 escoceses, 6 suizos, 5 estadounidenses, 5 griegos, 4 ecuatorianos, 3 irlandeses, 2 franceses, 2 holandeses, 1 ruso, 1 noruego, 1 checo,  1 canadiense,  1 colombiano, 1 belga y 12 cuyas nacionalidades son desconocidas. 
Moeller, Bruckiman, Tyley, Reimberg, Shultz, Redd, Behr son algunos de los apellidos en las lápidas de este otrora cementerio para extranjeros.

## Algunos personajes que reposan en el cementerio
El cementerio alberga, entre otros, los restos mortales de varios ciudadanos que por su condición protestante no pudieron ser sepultados en el Cementerio Católico hoy Patrimonial:
| Nombre                    | Ocupación                           | Defunción       |
| ------------------------- | ----------------------------------- | --------------- |
| Santiago Navarro Viola    | Abogado                             | Guayaquil, 1865 |
| Joseph Warren Tyler       | Hijo de un comerciante irlandés     | Guayaquil, 1872 |
| Thomas Reed               | Arquitecto                          | Guayaquil, 1878 |
| Alicia Tyler de Reinberg  | Hija de un comerciante              | Guayaquil, 1899 |
| Jorge Fisher              | Misionero evangélico                | Guayaquil, 1920 |
| William Turner Coggeshall | Diplomático y editor estadounidense | Quito, -        |
| Andrew Dunn Gross         | -                                   | Guayaquil, 1911 |
| Johannes Michaelson       | Profesor                            | Guayaquil, 1959 |